# Конюшина лучна
Конюши́на лу́чна (Trifolium pratense; місцеві назви — черво́на конюши́на, черво́ний горі́шок, іва́сик, в’язі́ль, дятлови́на, троя́н, трой-зі́лля, кози́не о́ко, по́пки) — багаторічна рослина роду конюшина родини бобових висотою 40—70 см — одна з найкращих кормових трав. Видовий епітет біноміальної назви в перекладі з латинської мови означає «лучна».

## Поширення
Росте на заплавних луках, у чагарниках, на узліссях, по балках в лісових і лісостепових районах, рідше в степу і Криму.

## Ботанічна характеристика

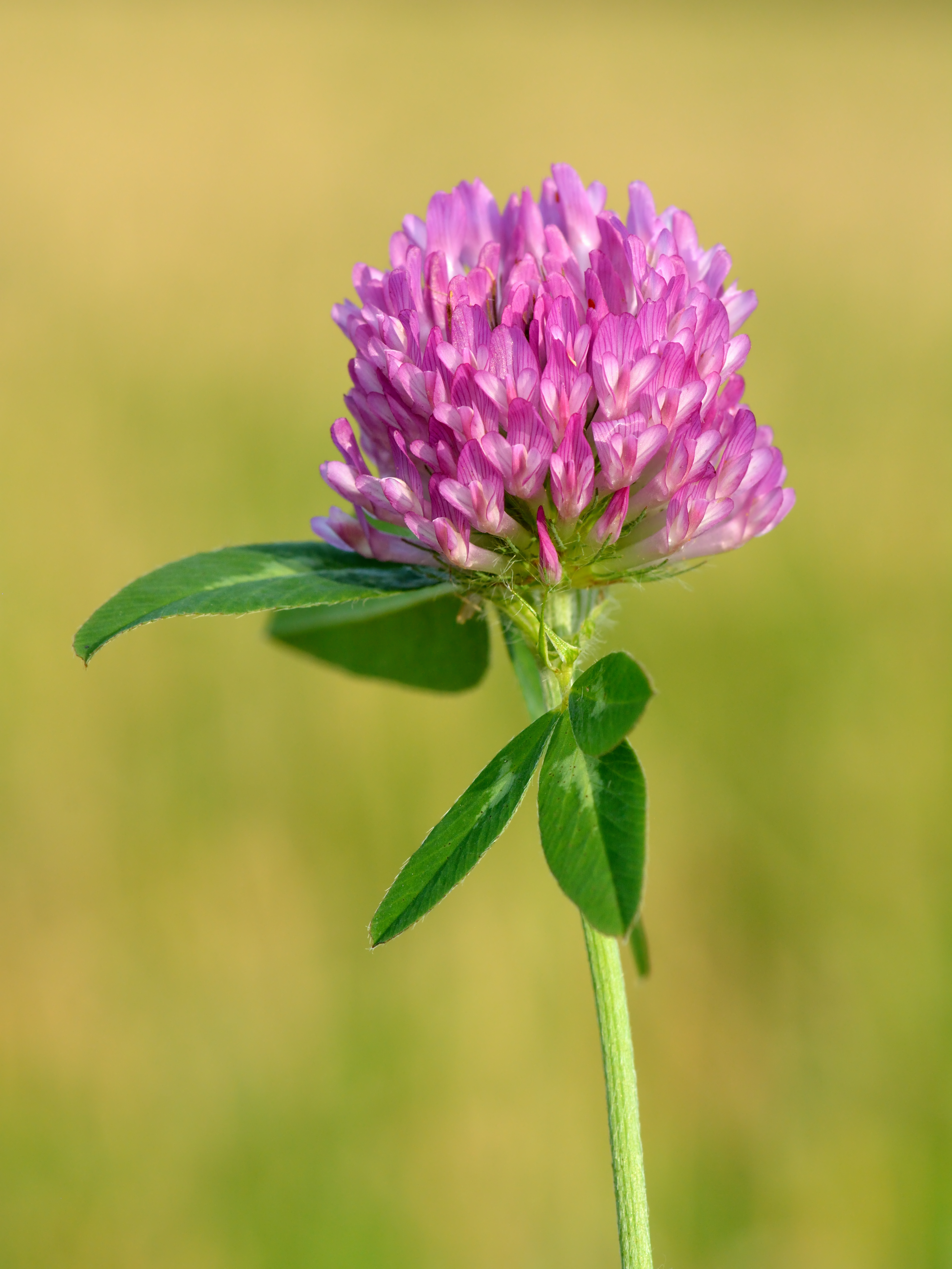
Квітка конюшини лучної

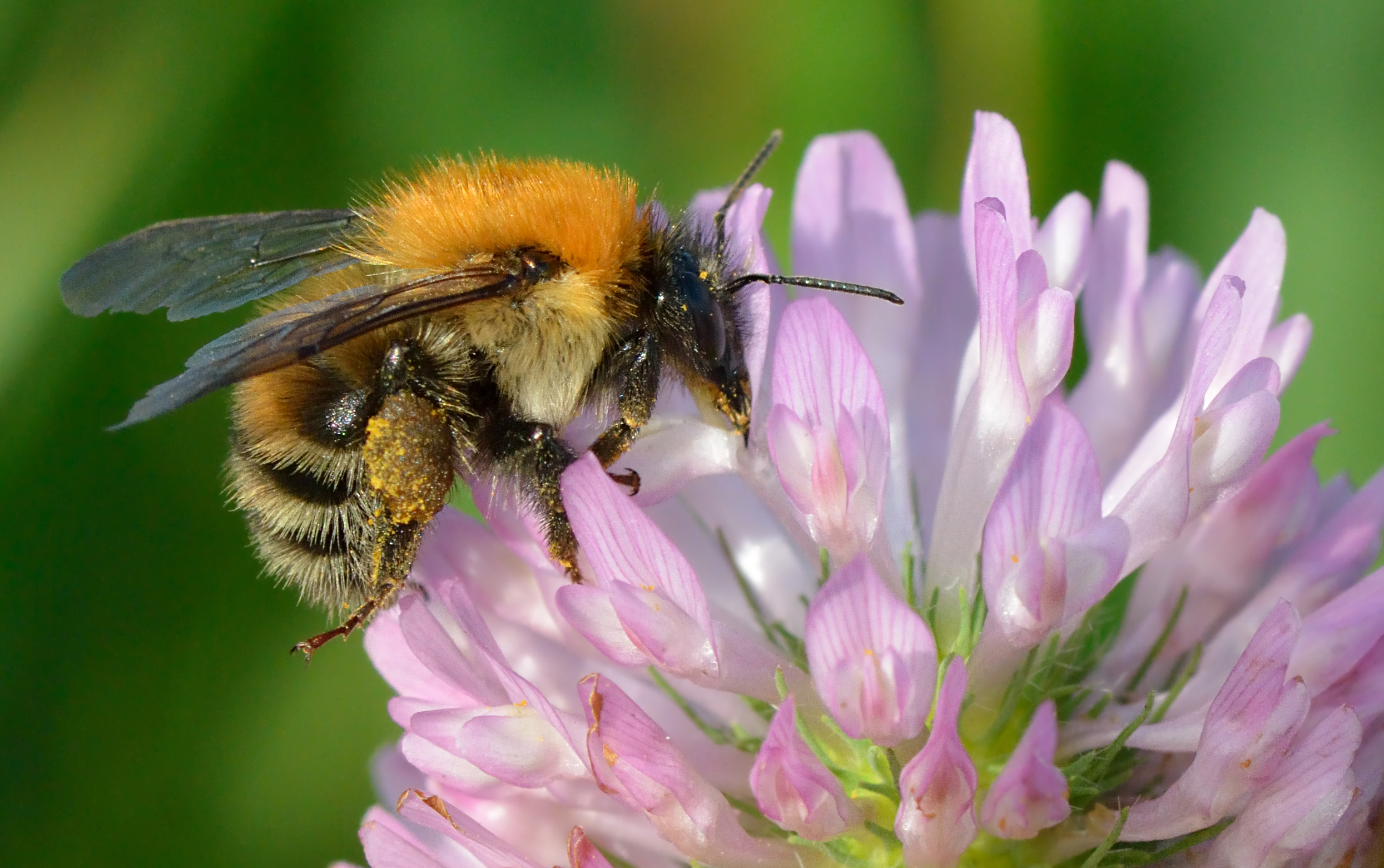

Багаторічна рослина висотою 5—25 см з трійчастими широко-яйцеподібними, або видовженими, з виїмкою на верхівці листками і прирослими до черешка яйцеподібними, з вістрям прилистками. Квітки зібрані в суцвіття — головки. Плід — яйцеподібний однонасінний біб. Цвіте з травня до вересня.
Конюшина лучна має ряд цікавих пристосувань. Так, перед дощем її листки опускаються і складаються, як парасоля, прикриваючи квіткові головки. Білі плями на листках забезпечують триваліше випаровування рослиною вологи: світліша поверхня повільніше охолоджується. Боби дрібні. При них залишається висохла оцвітина, тому вони добре поширюються вітром. Як і багато інших бобових, конюшина лучна не боїться нічного холоду: її листочки на ніч складаються і піднімаються догори, внаслідок чого зменшується поверхня рослини, отже, вона менше випаровує води і менше втрачає тепла. Росте переважно вночі за рахунок нагромаджених за день речовин. У холодні ночі процес росту значно уповільнюється, нагромаджені речовини повністю не витрачаються і наступного дня гальмують фотосинтез. Рухом листків рослина регулює певне співвідношення денних і нічних температур, потрібне для її нормального розвитку.

## Застосування у лікуванні
Конюшина стає відомою у нашій країні тільки на початку вісімнадцятого століття і з цього часу її стали обробляти повсюдно. Але крім сільськогосподарської цінності, конюшина має цілющі властивості, які застосовуються при лікуванні багатьох захворювань.
Як ліки збирають і заготовляють квіти конюшини і обрамляють їх верхні листочки. Збирати цінні квіти починають з моменту їх цвітіння, а потім приступають до їх сушіння. Обов’язкова умова при заготівлі конюшини — на квіти під час сушіння не повинно потрапляти сонячне світло і волога. Після висихання квіти поміщають в закриту тару, де вони зберігаються не більше двох років. Але іноді як лікарський засіб можуть заготовляти коріння і траву конюшини.
Відмінно справляється з такими захворюваннями, як бронхіальна астма, золотуха, сечокам’яна хвороба, хронічний кашель, а також недокрів’я, відвар з квітів конюшини. Відвар готується так: двадцять грамів квітів слід залити склянкою окропу, після дану суміш варять на слабкому вогні п’ятнадцять хвилин. Потім відвар знімають з вогню і накривають кришкою і залишають на півгодини. В кінці відвар проціджують і дають приймати хворому одну чверть склянки по чотири рази за день.
Також таким відваром можна допомогти полегшити стан при виразках шкіри, гнійних ранах, пролежнях, обмороженнях і опіках. Для цього шматочок марлі або тканини змочують даними відваром і прикладають до хворого місця.
У випадках з гастритом, шкірними хворобами, колітами, при тривалому кашлі, а також при холециститі застосовують для лікування ще один рецепт на основі квітів конюшини. Для настою слід взяти тридцять грамів квітів конюшини і залити їх склянкою окропу, після все залишають в теплому місці на годину. По закінченні часу настій необхідно процідити. Приймати по одній чверті склянки за деякий час до їжі, в чотири прийоми за день.
Трава конюшини також має цілющі властивості і на її основі готують настій, який допомагає полегшити стан при застуді та кашлі. Сорок грамів трави заливають склянкою окропу і залишають на годину, приймають по четвертинки склянки в чотири прийоми за день.

## Господарське значення
Конюшина лучна — одна з найкращих кормових трав: у ній містяться вітаміни А, В, С, D, К, 14,5 % протеїну, 3,5 % жирів, багато кальцію і фосфору, що робить сіно дуже поживним і особливо корисним для молодняка.

## Селекціонери
Український селекціонер Лихацький Владислав Леонтійович (1926–2001) удосконалив технології вирощування насіння конюшини лучної і працював над впровадженням їх у виробництво. Виведені під його науковим керівництвом сорти конюшини лучної: «Носівська-4», «Носівська-5», «Атлас», «Агрос-12» широко розповсюджені в Україні та за кордоном.